# Ванда Джексон
Ванда Лавонн Джексон (англ. Wanda Lavonne Jackson; нар. 20 жовтня 1937, Мод, Оклахома) — американська співачка, піснярка, піаністка та гітаристка, одна з перших популярних виконавиць рокабілі та рок-н-ролу. Часто її називають «Королевою рокабілі» або «Першою леді рокабілі».

## Життєпис
Кар'єра Ванди Джексон почалася в 1954 році, коли вона, закінчивши школу, підписала контракт з фірмою Decca Records. Успіху її перші платівки не мали, її ім'я було знайоме лише провінційним радіостанціям формату кантрі. Її менеджером був рідний батько.
Елвіс Преслі, з яким Ванда Джексон не раз виступала на концертах, переконав її спробувати себе в стилі рокабілі, популярному в середині 1950-х серед американської молоді. Саме хіти в цьому жанрі принесли Ванді Джексон популярність і неофіційний титул «королеви рокабілі»: «Fujiyama Mama» (1957), «Mean Mean Man» (1958), «Let's Have a Party» (1960).
У середині 1960-х років Ванда Джексон знов звернулася до кантрі, продовжуючи й у наступні десятиліття записувати платівки в цьому стилі. У 1980-ті роки кар'єра Ванди Джексон отримала «друге дихання» завдяки відродженню популярності рокабілі в 1970-х роках в Європі.

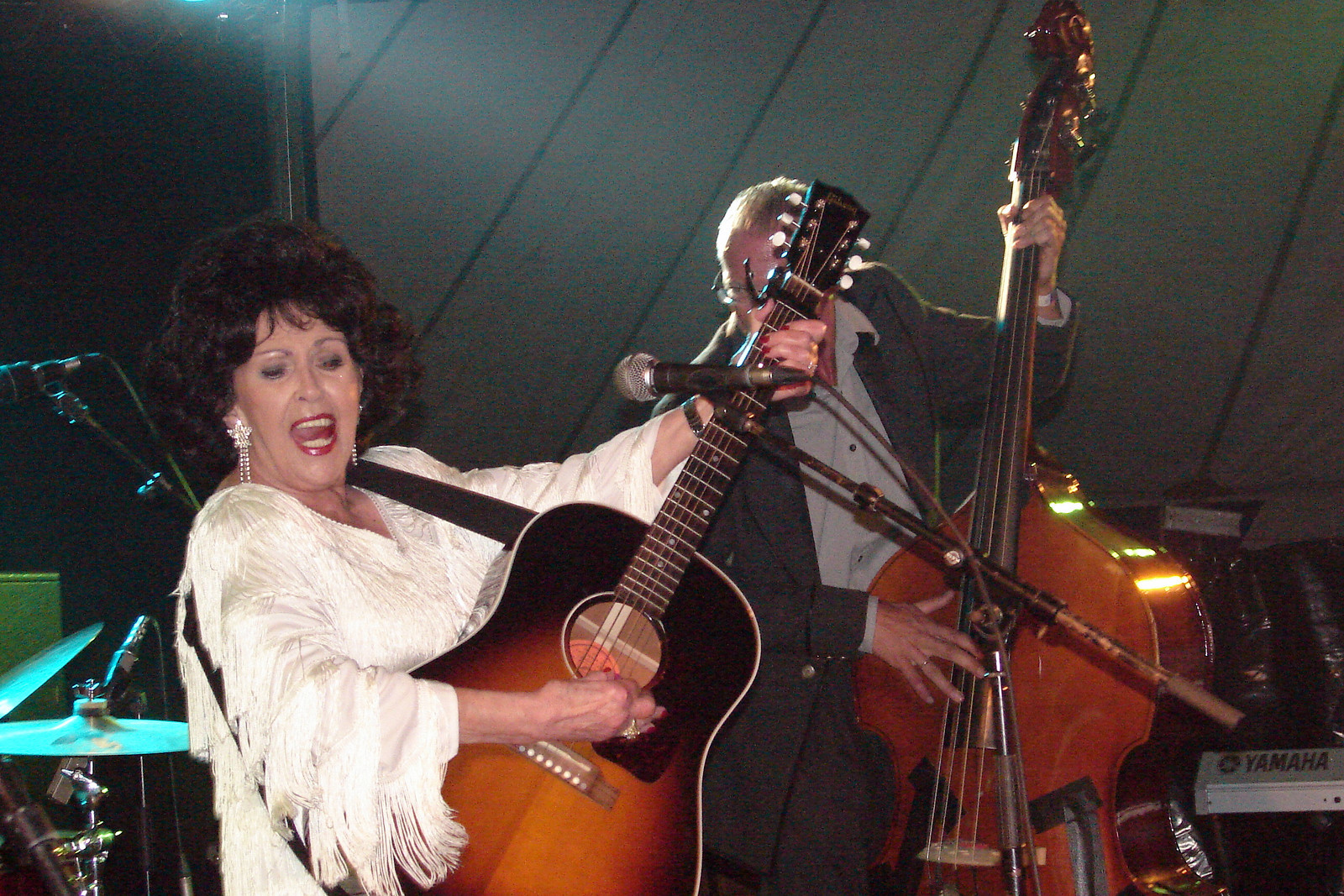
Ванда Джексон у липні 2008

Співачка і сьогодні виступає на рокабілі-фестивалях, таких як Hemsby, Rockabilly Rave, Screamin', Green Bay, Viva Las Vegas.

## Нагороди та відзнаки
Ванда Джексон двічі за свою кар'єру (1964 та 1970) номінувалася на премію Греммі.
Також вона була включена до «Залу слави рокабілі», «Міжнародного залу слави рокабілі», «Залу слави музики Оклахоми», «Залу слави кантрі-музики Оклахоми» та «Міжнародного залу слави госпел».